# Cabaços (Moimenta da Beira)
Cabaços is een plaats (freguesia) in de Portugese gemeente Moimenta da Beira en telt 395 inwoners (2001).